# Ramphocelus
Ramphocelus je rod malých až středně velkých zpěvných ptáků z čeledi tangarovití. Ty najdeme ve Střední a Jižní Americe, výjimečně i v jižní části Severní Ameriky. Pro většinu z nich jsou nejpřirozenější deštné lesy nebo jejich okraje. Jedná se o běžné ptáky, přičemž všechny druhy z tohoto rodu mají dle IUCN status LC, tedy málo dotčení. Vzhled je různorodý, ale ve většině případů platí, že se jedná o středně velké ptáky pestrého zbarvení s výrazným pohlavním dimorfismem. Samice bývají spíše dohněda.

## Ekologie
Není běžné, aby se tangary z rodu Ramphocelus sdružovali do hejn mimo období hnízdění; většinou žijí pouze v páru. Živí se nektarem, ovocem, popřípadě i malým hmyzem a často jsou k vidění u soukromých chovatelů nebo zoologických zahradách. Hnízda jsou většinou miskovitého tvaru a samice do nich kladou dvě až tři vejce v závislosti na druhu. Ne všechna ale musí být oplodněná.

## Druhy
- Tangara nachová (Ramphocelus bresilius)
- Tangara sametová (Ramphocelus carbo)
- Tangara puntaarenská (Ramphocelus costaricensis)
- Tangara karmínová (Ramphocelus dimidiatus)
- Tangara červenoocasá (Ramphocelus flammigerus)
- Tangara černobřichá (Ramphocelus melanogaster)
- Tangara škrabošková (Ramphocelus nigrogularis)
- Tangara zpěvná (Ramphocelus passerinii)
- Tangara obojková (Ramphocelus sanguinolentus)